# Висічка
Ви́січка — село в Україні, у Борщівській міській громаді Чортківського району Тернопільської області. Розташоване на північному заході району над річкою Нічлава.
Поштове відділення — Стрілківське. Було центром сільради.
Населення — 554 особи (2014).

## Назва
Назва походить, імовірно, від слова "січа" (битва). За іншою версією, від того, що фортеця стояла "на висіченому в скалі місці".

## Географія
Село розташоване на відстані 374 км від Києва, 89 км — від обласного центру міста Тернополя та 3 км від міста Борщів.
Через село проліг автошлях Борщів–Заліщики.

### Клімат
Для села характерний помірно континентальний клімат. Висічка розташована у «теплому Поділлі» — найтеплішому регіоні Тернопільської області.
| Клімат Висічки                                       | Клімат Висічки | Клімат Висічки | Клімат Висічки | Клімат Висічки | Клімат Висічки | Клімат Висічки | Клімат Висічки | Клімат Висічки | Клімат Висічки | Клімат Висічки | Клімат Висічки | Клімат Висічки | Клімат Висічки |
| Показник                                             | Січ.           | Лют.           | Бер.           | Квіт.          | Трав.          | Черв.          | Лип.           | Серп.          | Вер.           | Жовт.          | Лист.          | Груд.          |                |
| Середній максимум, °C                                | −0,9           | 0,7            | 6,0            | 14,5           | 20,3           | 23,3           | 24,4           | 23,9           | 19,8           | 13,7           | 6,4            | 1,4            |                |
| Середня температура, °C                              | −4,3           | −2,7           | 1,9            | 9,2            | 14,7           | 17,9           | 19,1           | 18,4           | 14,5           | 9,3            | 3,2            | −1,5           |                |
| Середній мінімум, °C                                 | −7,7           | −6,1           | −2,1           | 3,9            | 9,1            | 12,5           | 13,9           | 13,0           | 9,3            | 4,3            | 0,1            | −4,4           |                |
| Норма опадів, мм                                     | 32             | 31             | 32             | 52             | 73             | 98             | 97             | 63             | 53             | 35             | 35             | 37             |                |
| ---------------------------------------------------- | -------------- | -------------- | -------------- | -------------- | -------------- | -------------- | -------------- | -------------- | -------------- | -------------- | -------------- | -------------- | -------------- |
| Джерело: http://en.climate-data.org/location/264871/ |                |                |                |                |                |                |                |                |                |                |                |                |                |

## Історія

### Археологічні пам'ятки
На місці Висічки знайдено сліди давньоруського городища. За переказами поселення-фортецю часів Київської Русі на території нинішнього села знищили татари у 13 столітті.

### Період Речі Посполитої
Перша письмова згадка – 1552 рік.
У 17 столітті збудовано замок у вигляді неправильного чотирикутника, кожен наріжник якого був увінчаний вежею; з північного боку – в’їзна брама. 
1672 Висічку і замок захопили турки. 1675 тут із залогою перебував Ян III Собеський.
Наприкінці 17 століття замок занепав.

### Австрійський період
Після першого поділу Речі Посполитої у 1772 році, коли Поділля перейшло під владу Австрії, Висічкою володіли Андрій, а згодом Костянтин Шимановські.
Приблизно у 1800 р. власником місцевого маєтку і твердині стала родина Чарковських. Вони частково розібрали замок.
1820 село належало М. Голейовській-Чарковській.
На початку 1830-х рр. за її наказом реконструйовано старовинний будинок, що примикав до південно-західної вежі замку, і збудувано розкішний палац. До будівлі приєднали вцілілі стіни фортеці, вежу і глибокі двоповерхові підземелля, висічені у скелі пагорба.
1880 року у поміщицькій власності було: орної землі – 237 морґів, луків і городів – 19, пасовиськ – 123, лісів – 171 морґ; у власності селян: орної землі – 292, луків і городів – 38, пасовиськ – 24 морґи.
У 1900 або 1901 році замок у Висічці згорів, і його власник Кирило Чарковський-Голейовський, узявшись відновлювати маєток, наказав розібрати частину мурів та в’їзну браму, а також засипати оборонні рови. Пам’ятку, що ставала дедалі менше подібною на фортецю, знову реконструювали у 1910 р.

### Міжвоєнний період
У 1920–1930-х рр. діяли читальня "Просвіти", філії "Союзу українок", "Лугу" та інших українських товариств, аматорський театральний гурток, кооператива.
Відомо, що у 1925 р. млин належав Кирилові Чарковському.

### Друга світова війна
У вересні 1939 р., коли в Західній Україні була встановлена радянська влада, палац і маєток пограбували. З палацу вивезли картини, дорогий посуд, меблі, раритетну мисливську зброю, кілька тисяч старовинних книг, а К. Чарковського 18 вересня заарештували, і відтоді про нього не було жодної звістки.
Від 7 липня 1941 до 6 квітня 1944 року село – під німецькою окупацією.
На фронтах німецько-радянської війни загинули 16 жителів Висічки, 8 – пропали безвісти.
У період національно-визвольної боротьби загинули жителі Висічки – члени й симпатики ОУН та вояки УПА: Іван Барецький (1927 р. н.), Василь Замойський (1921 р. н.), Іван Касараба (1921 р. н.), Микола Стефішин (1927 р. н., дати смерті всіх – невідомі), Іван Пиріжок ("Ігор"; 1927–1946), Іван (загинув у 1943 р.) і Михайло Тимківи.

### Період Незалежності
З 30 червня 2016 року належить до Борщівської міської громади.
Від 17 липня 2020 р. належить до Чортківського району.

## Релігія
- церква святого Миколая із дзвіницею (1763, реконструйовано 1954; збереглася дерев'яна стіна);
- костел (19 століття);
- капличка Діви Марії.

## Пам'ятки
- руїни замку (17 століття) - збереглися фундаменти від палацу та мурів замку, повністю – шестикутна двоярусна вежа (одна з двох), заввишки близько 10 м, товщина мурів – 1,6 м; залишки південно-західної вежі, яку в 1991 р. зруйновано згідно з рішенням Глибочецької сільської ради, до котрої тоді належало с. Висічка;

У селі встановлені пам'ятники:
- М. Святій (1986; скульптор І. Козлик);
- Тарасу Шевченку (1992; скульптор І. Мулярчук);
- насипана символічна могила Борцям за волю України (2003);
- символічний хрест на честь скасування панщини (1848; відновлено 1989);
- три хрести полеглим від тифу (1918);
- «Парубоцький хрест» (відновлено 1989);
- хрест на хвалу Божу (1991).

Пам'ятник Т. Шевченку
Щойновиявлена пам'ятка монументального мистецтва.
Встановлений 1992 р. Архітектор — Іван Мулярчук.
Скульптура — бетон, постамент — камінь. Скульптура — 2,5 м, постамент — 1,2 м.

## Населення
Згідно з переписом УРСР 1989 року чисельність наявного населення села становила 644 особи, з яких 302 чоловіки та 342 жінки.

За переписом населення України 2001 року в селі мешкали 584 особи.
У 2014 році населення становило 554 особи.

### Мова
Розподіл населення за рідною мовою за даними перепису 2001 року:
| Мова       | Кількість | Відсоток |
| ---------- | --------- | -------- |
| українська | 585       | 99.83%   |
| російська  | 1         | 0.17%    |
| Усього     | 586       | 100%     |

## Освіта
Діють загальноосвітня школа І ступеня.

## Відомі люди

### Народилися
- Федір Полянський (нар. 1977) — український науковець, громадський діяч, кандидат історичних наук, депутат Борщівської районної ради (2002—2006), директор Державного архіву Тернопільської області.

### Перебували
- за переказами, у Висічці перебували Богдан і Левко Лепкі.
- церковний діяч Степан Чеховський, був адміністратором парафії у 1913—1921 роках.

## Галерея

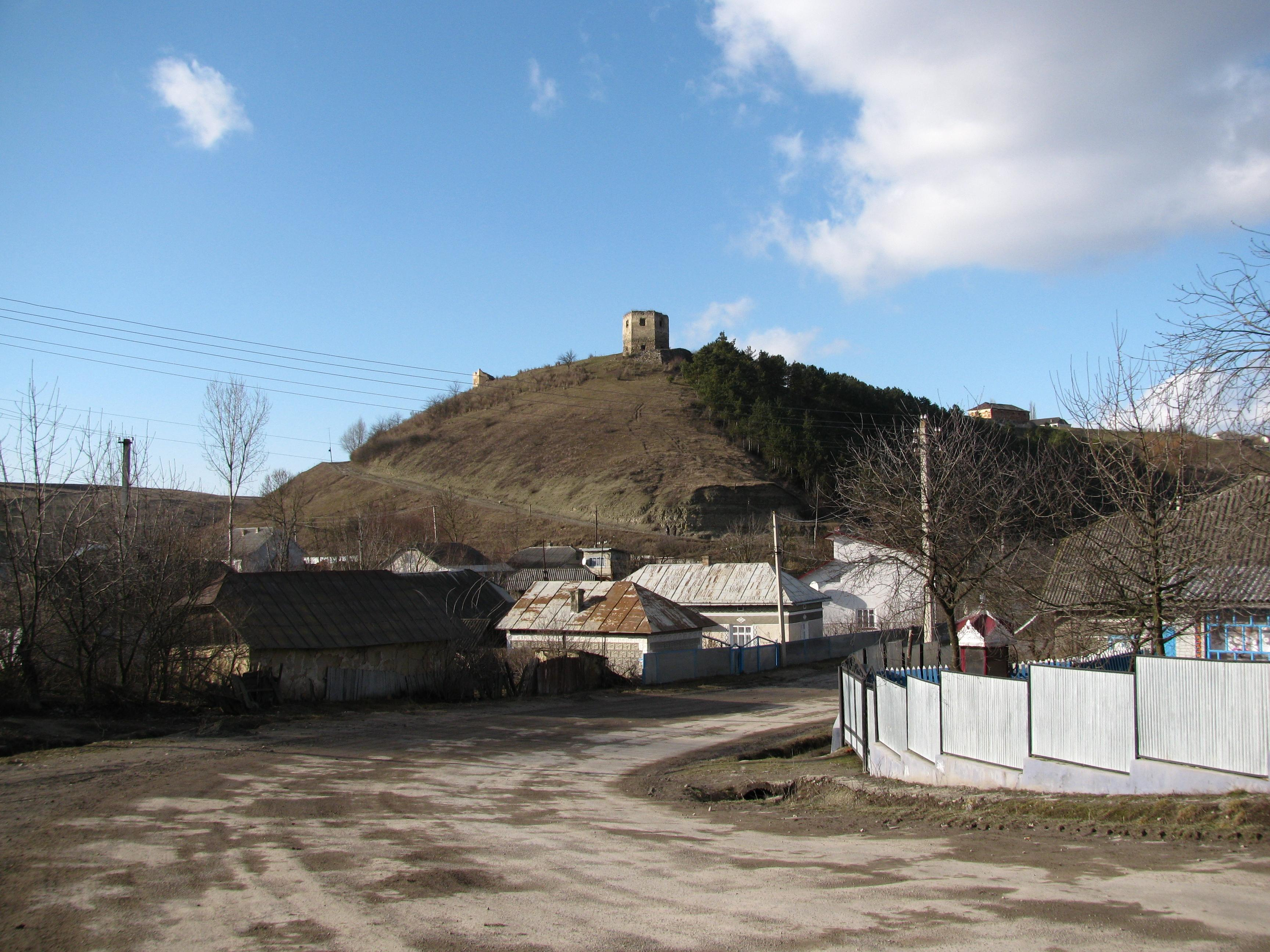
Південно-східна вежа замку
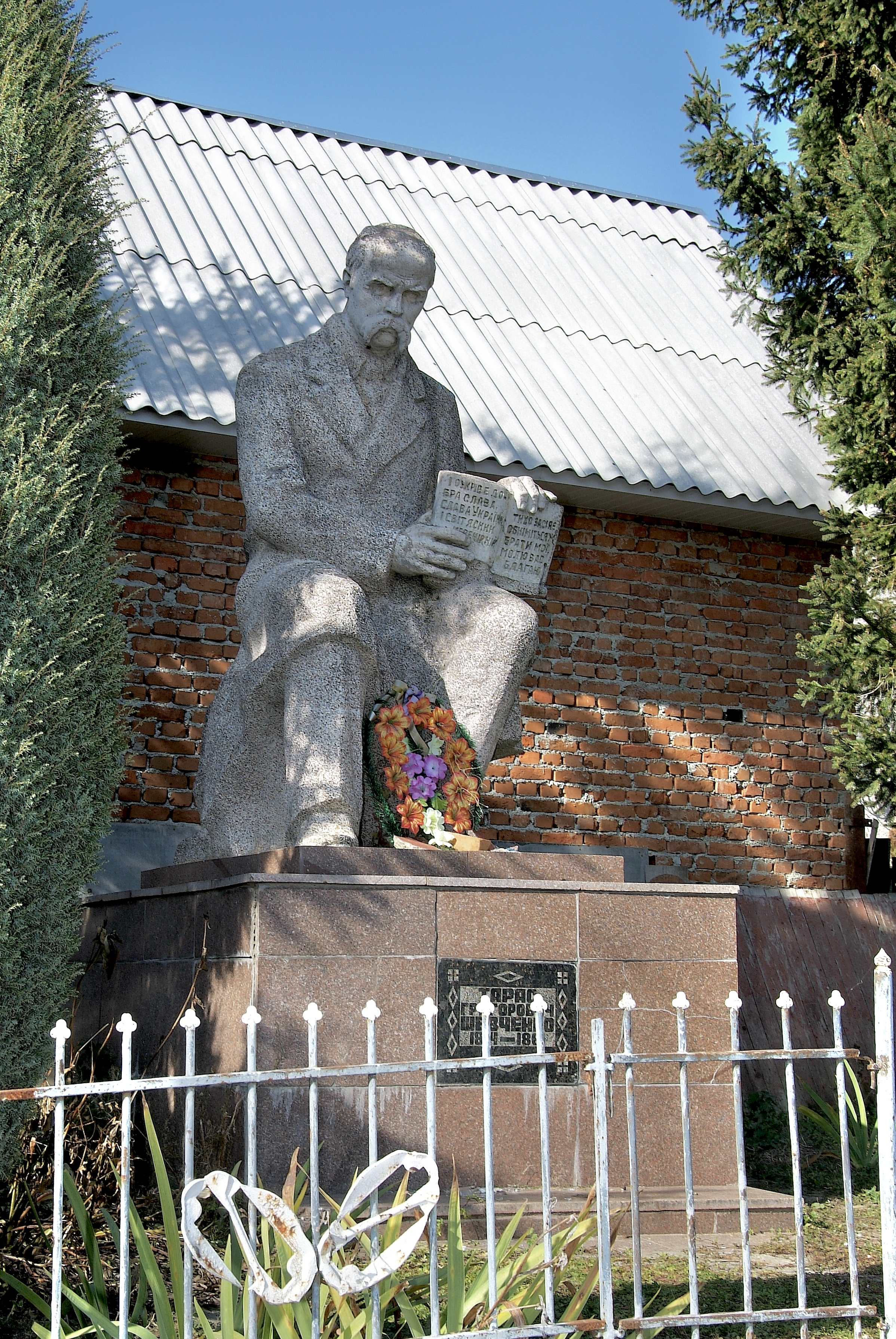
Пам'ятник Шевченкові
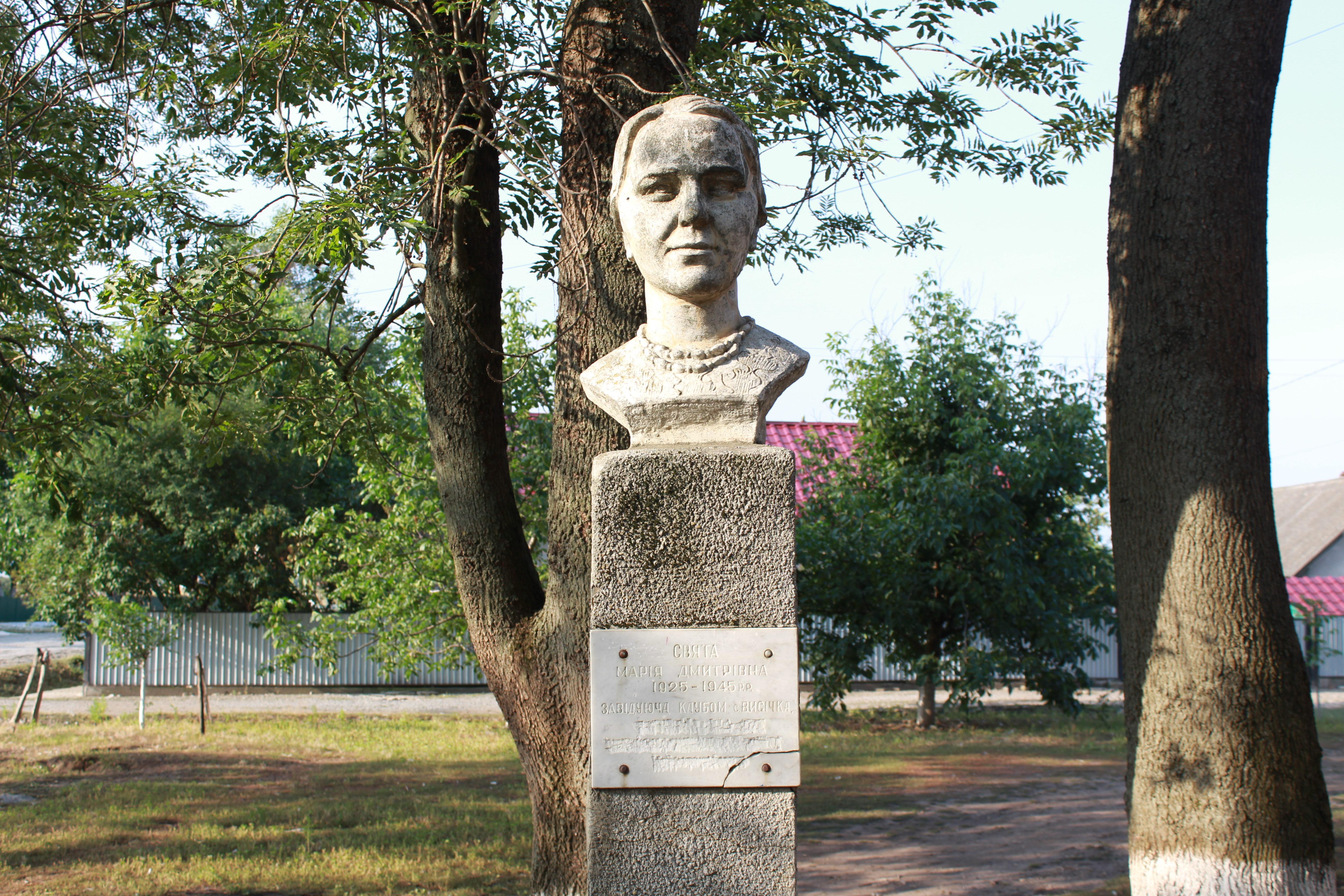
Пам'ятник Марії Святій, завідувачці клубу села
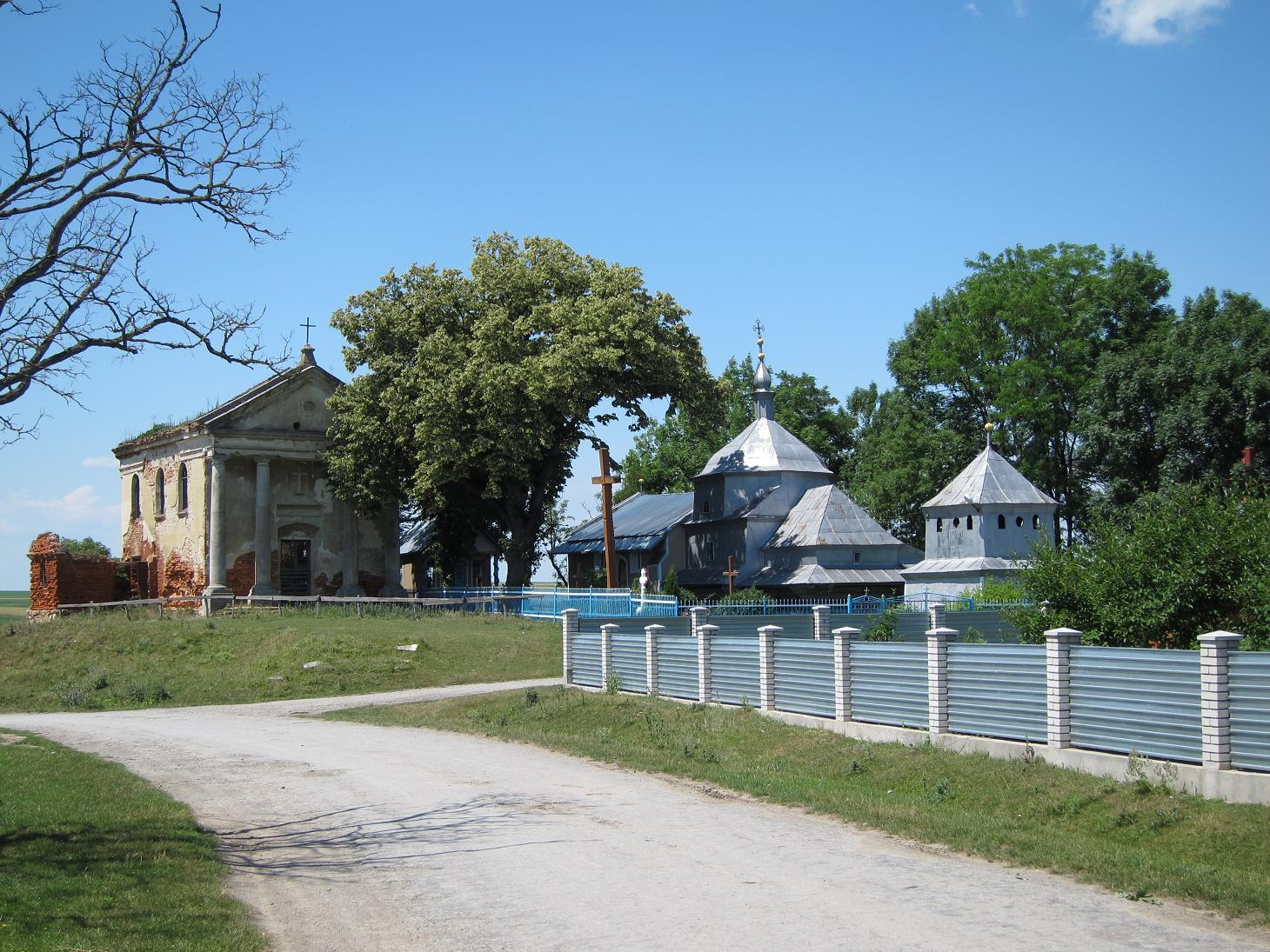
Церква св. Миколая(1763р.)/Костел XIX ст.
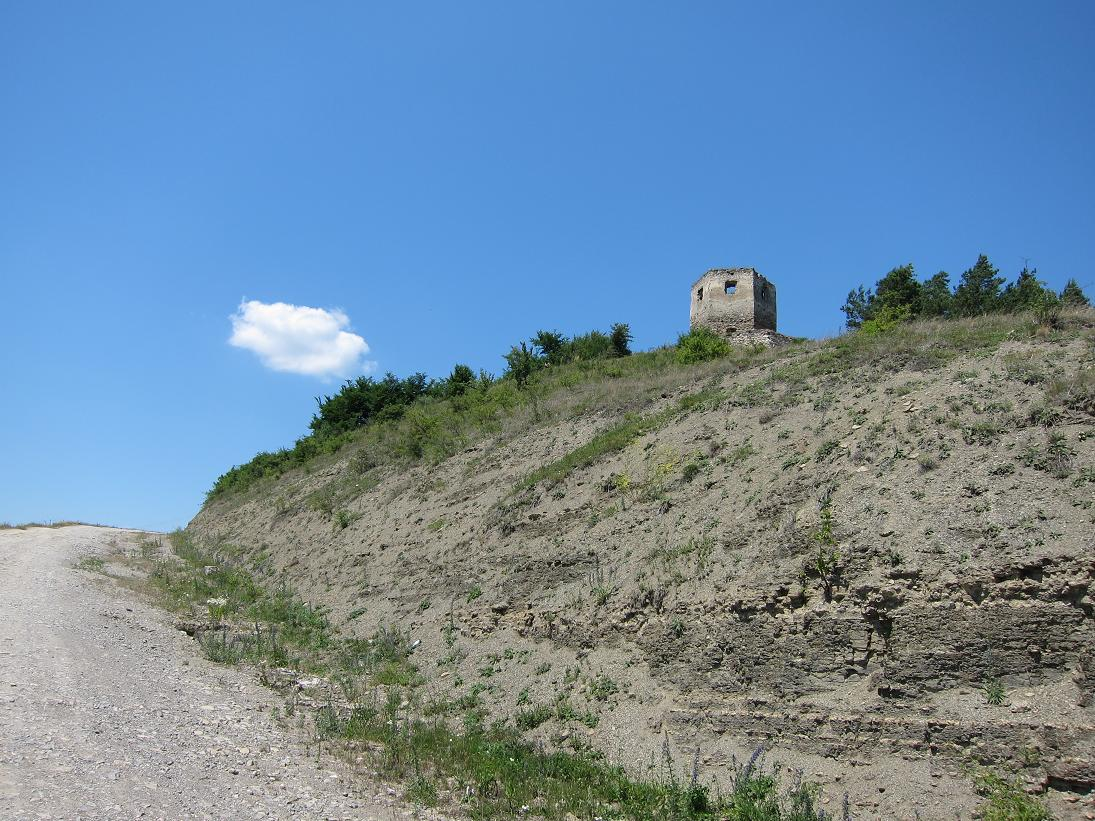
Замок XVII ст.
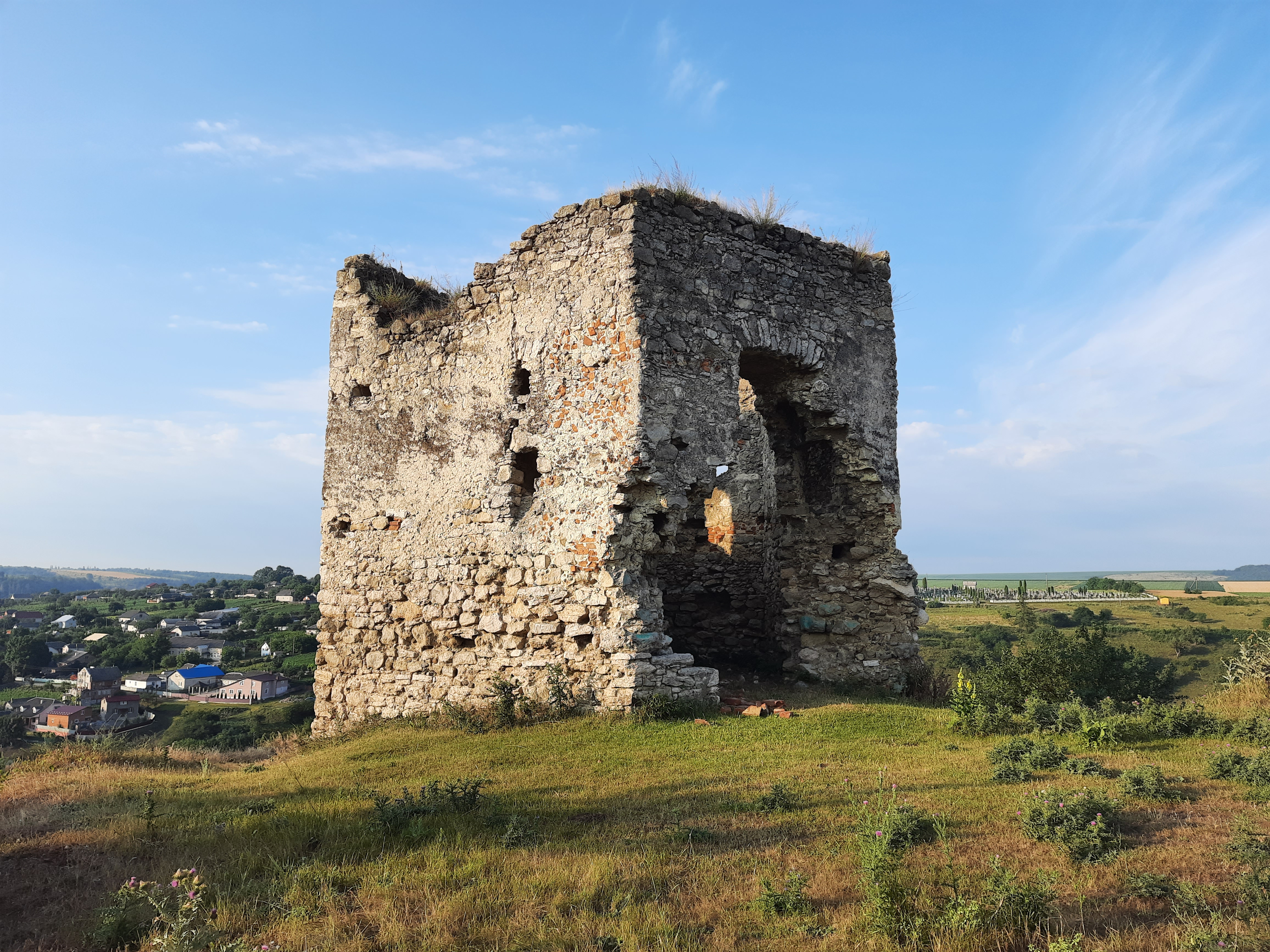
Замок (руїни) XVII—XVIII ст.
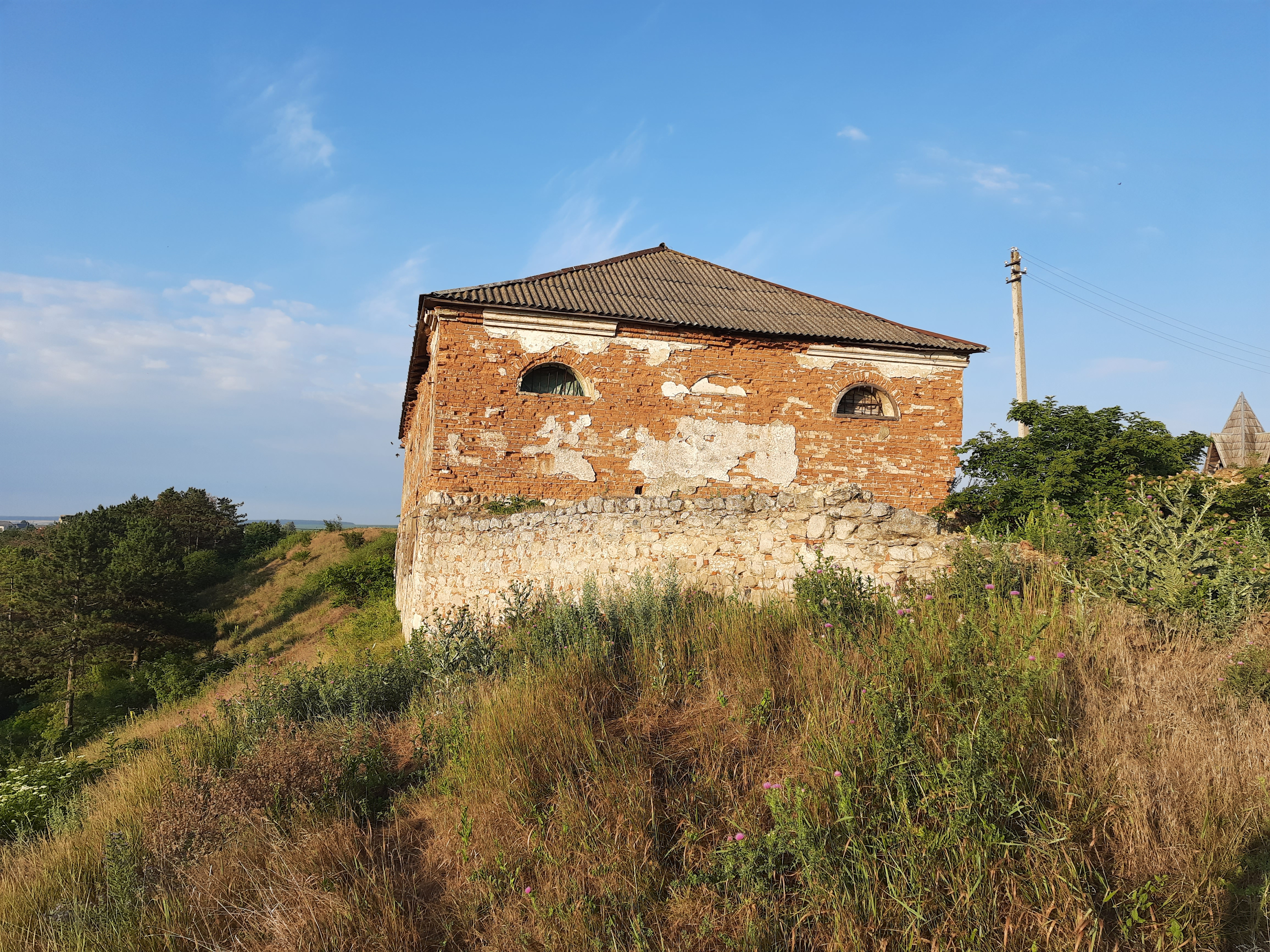
Конюшня поч. 20ст.
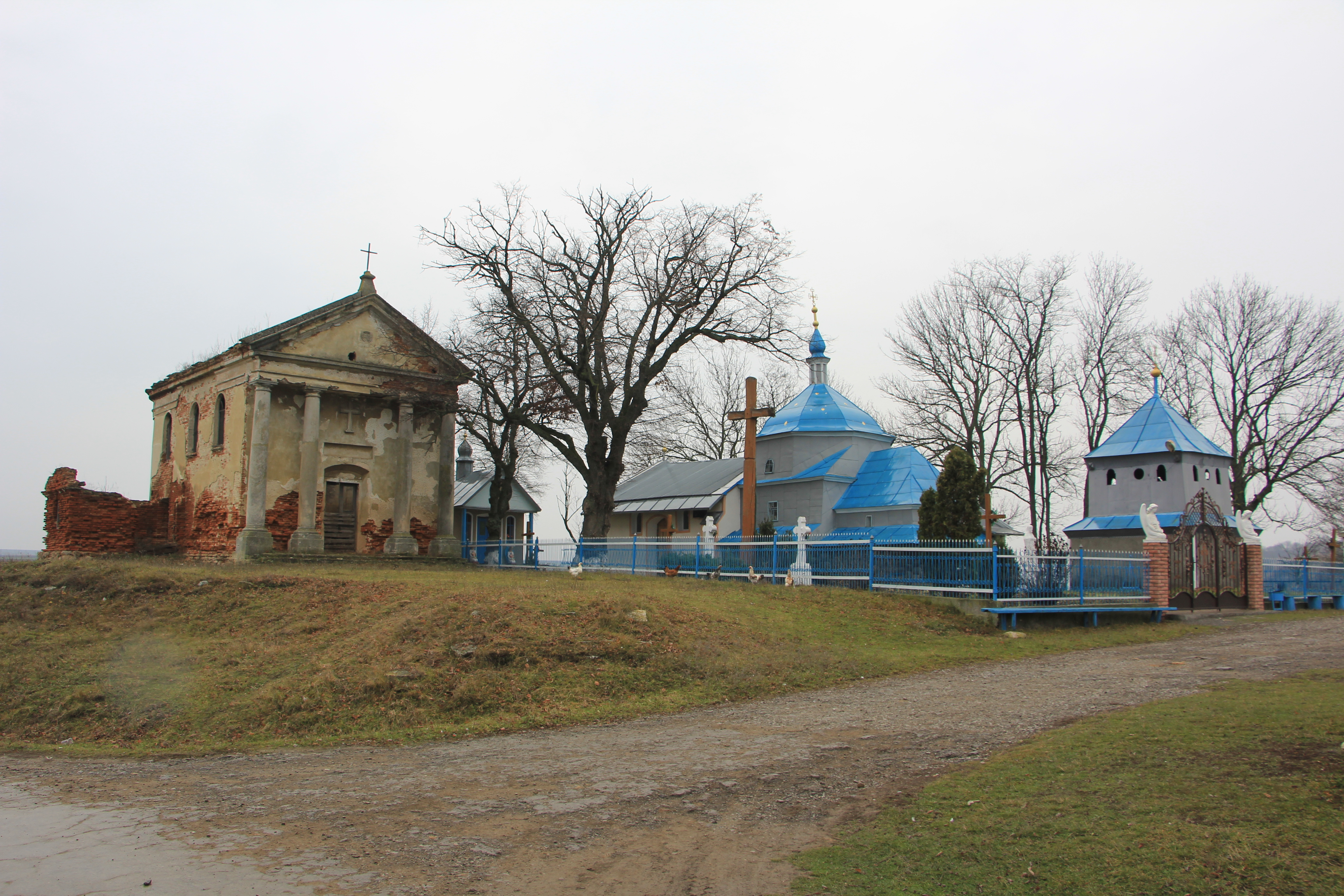
Церква святого Миколая 1763
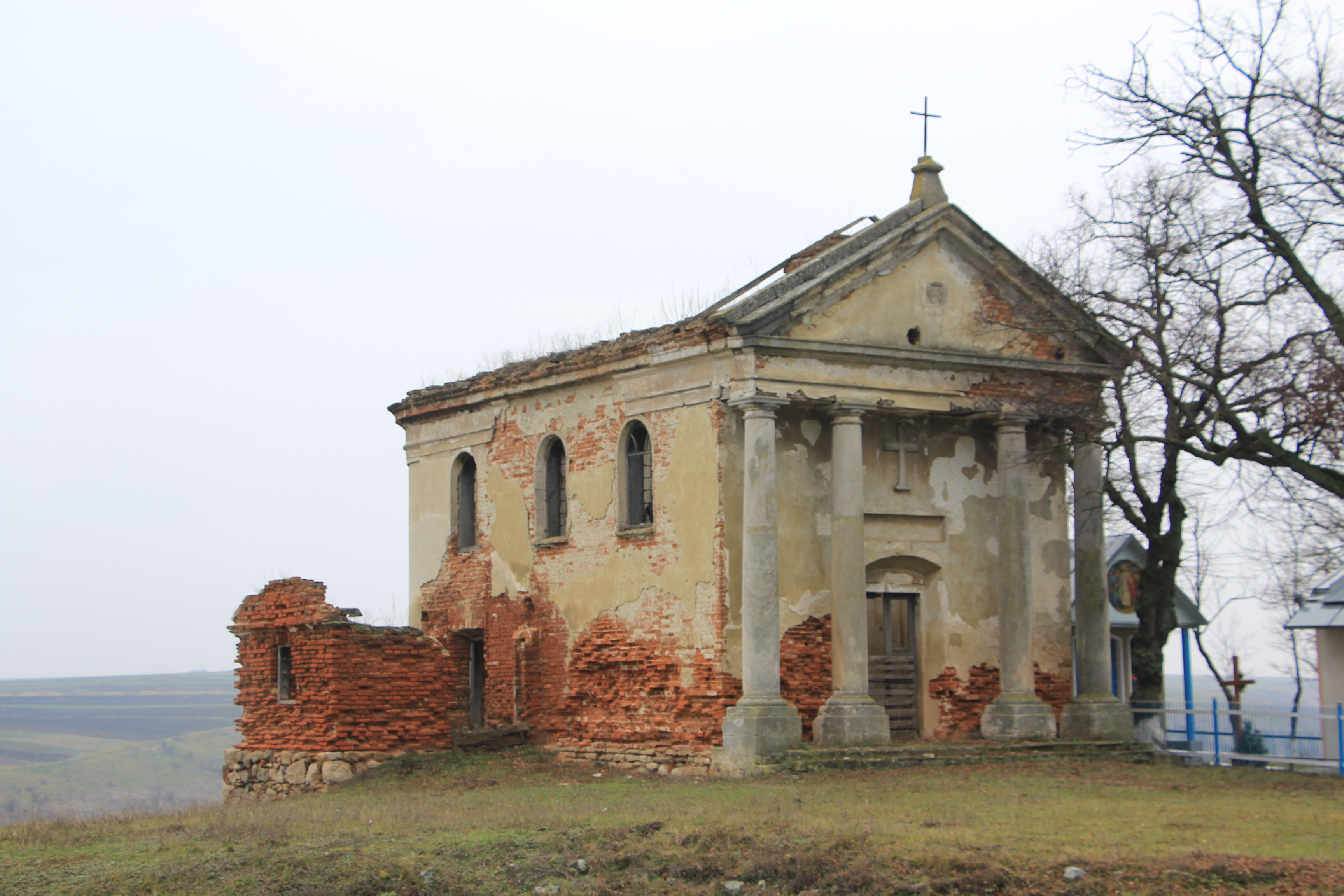
Костел 19ст
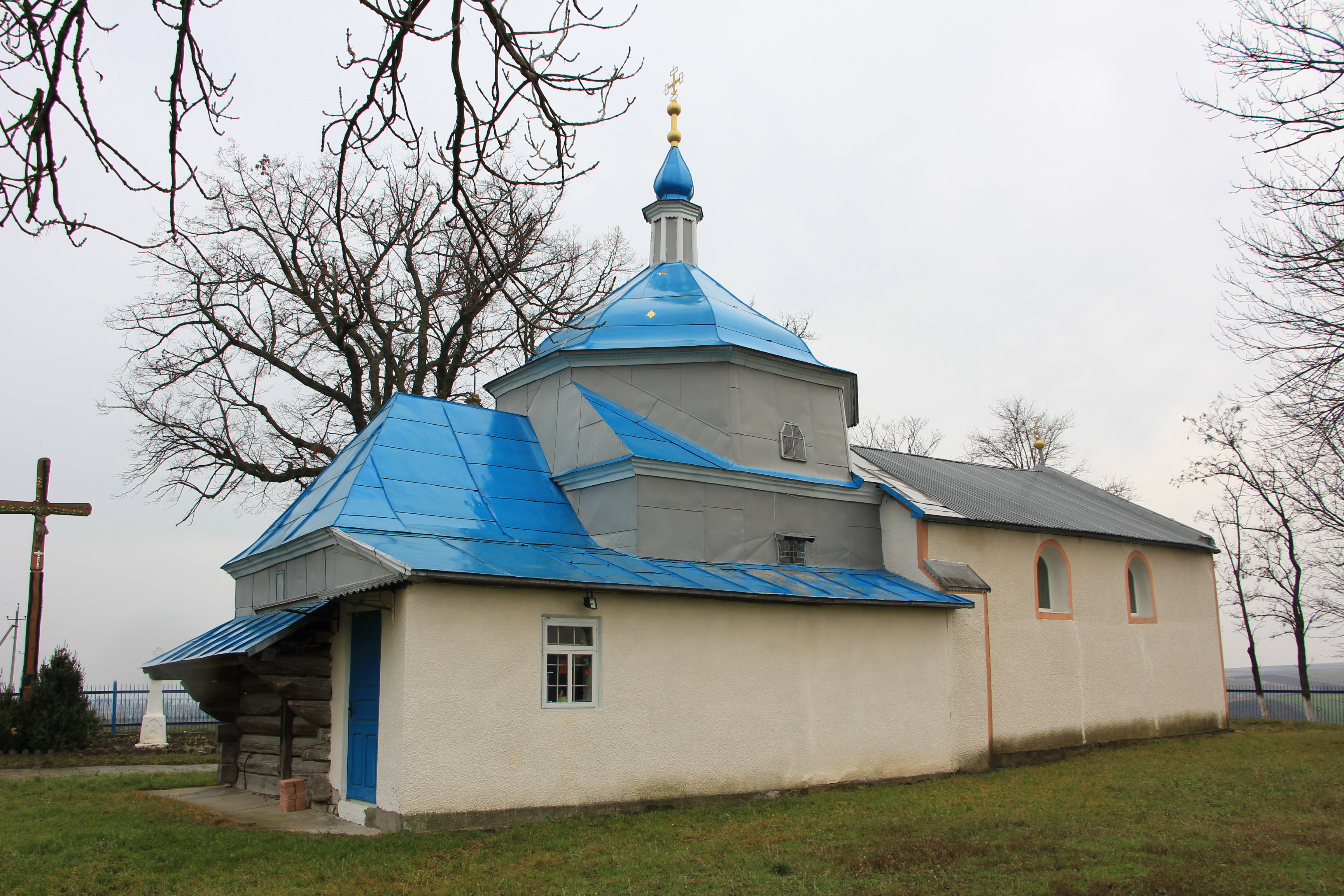
Церква святого Миколая 1763